# Limatula chilensis
Limatula chilensis is een tweekleppigensoort uit de familie van de Limidae. De wetenschappelijke naam van de soort is voor het eerst geldig gepubliceerd in 2012 door Campusano, Ruz & Oliva.